# When Might is Right
When Might is Right est un film muet américain réalisé par Henry King et sorti en 1916.

## Fiche technique
- Titre : When Might is Right
- Réalisation : Henry King
- Distribution : General Film Company
- Date de sortie :
  - États-Unis : 21 avril 1916

## Distribution
- Henry King : Jack Crawford
- Marguerite Nichols : Elsie Durkeen
- Daniel Gilfether : Thomas Durkeen